# Trifluoraminoxid
Trifluoraminoxid je anorganická sloučenina a silné fluorační činidlo.

## Příprava
Trifluoraminoxid lze připravit několika způsoby. Jedním z nich je použití elektrického výboje ve směsi kyslíku a fluoridu dusitého. Další možnost, s menší výtěžností, představuje reakce fluoridu ušlechtilého kovu (například IrF6 nebo PtF6) s oxidem dusnatým. Z reakční směsi se odděluje destilací, přečištění lze provést pomoocí roztoku hydroxidu draselného, který reaguje s ostatními vytvořenými sloučeninami obsahujícími fluor.
Jiný způsob přípravy je spálení kyseliny dusičné ve fluoru následované prudkým ochlazením.
Trifluoraminoxid je také možné získat fotochemickou reakcí fluoru s fluoridem nitrosylu:
F2 + FNO → F3NO.
Tuto reakci lze spustit i zahřátím, ovšem horký fluor může snadno reagovat s použitými nádobami. Existuje i postup založený na tepelném rozkladu hexafluornikelnatanu nitrosylu.
(NO)2NiF6 + ONF + ONF3

## Vlastnosti
F3NO je za standardních podmínek bezbarvý plyn. Jeho kritická teplota je 29,5 °C a kritický tlak přibližně 6,4 MPa.
Trifluoraminoxid má Troutonovu konstantu 20,7. Měrné teplo varu je 16,1 kJ/mol.
Molekula F3NO má C3V symetrii, přičemž jsou všechny vazby N-F stejně dlouhé. Tvar molekuly je téměř tetraedrický, jelikož je vazba N-O podobná vazbám N-F. 19F NMR spektrum obsahuje triplet s chemickým posunem okolo −363 ppm. JNF je 136 Hz.
Infračervené spektrum zahrnuje prodloužení vazby N-O při 1 687 cm−1, N-F na 743 cm−1, nesymetrické prodloužení N-F na 887 cm−1 a další pásy na 558, 528, 801, 929, 1 055, 1 410, 1 622, 1 772, 2 435 a 3 345 cm−1. Dipólový moment je 0,0390 D.
Vazba N-O má ze 75 % povahu dvojné vazby, čímž se trifluoraminoxid liší od aminoxidů, kde je amin výrazně zásaditější a na dusíku je kladný náboj. Vazba N-O má délku 115,8 pm a délka vazby N–F činí 143,1 pm; vazebný úhel ∠FNF je 101° a trojice vazebných úhlů ∠ONF má velikost 117°.

## Reakce
Při použití trifluoramidoxidu jako fluoračního činidla se vytváří fluorid nitrosylu (NOF). Trifluoraminoxid nereaguje s vodou, sklem ani niklem, díky čemuž se snadno skladuje.
Adukty s pentafluoridy jsou ve skutečnosti hexafluoridové soli obsahující ion F2NO+.
| substrát          | produkt   | poznámky       |
| ----------------- | --------- | -------------- |
| N2F4              | NF3       |                |
| N2O4              | NO2F      |                |
| Cl2               | ClF       |                |
| SF4               | SF6       |                |
| H2O               |           | nereaguje      |
| vodný roztok NaOH | NO3−, F−  | reaguje pomalu |
| H2SO4             | HNO3,HF   | přes F2NO+     |
| SbF5              | SbF5•F3NO |                |
| AsF5              | AsF5•F3NO |                |
| PF5               |           | nereaguje      |
| BF3               | BF3•F3NO  |                |

Trifluoraminoxid pomalu reaguje se rtutí za tvorby fluoridu rtuťného a rtuťnatého a s oxidy dusíku. Při teplotách do 300 °C je poměrně stabilní, ale pomalu se rozkládá na fluor, NO2F, NOF, NO2 a NO. Během rozkladu zůstává kyslík navázán na dusík.